# Kloonoorlogen
De Kloonoorlogen (of Clone Wars) is een fictionele burgeroorlog uit de Star Wars-saga. De oorlogen staan centraal tussen Star Wars: Episode II: Attack of the Clones (waar de oorlog begint) en Star Wars: Episode III: Revenge of the Sith (waarin de oorlog eindigt), en aanvullende media die zich rond deze films afspelen, waarvan de animatieserie Star Wars: The Clone Wars de bekendste is.

## Manipulatie van de Sith
De Kloonoorlogen zijn conflicten tussen de Galactische Republiek en de Separatisten/ Confederacy of Independent Systems. De oorlog dankt zijn naam aan het feit dat de Republiek een leger van gekloonde soldaten (Clone Troopers) inzet. In feite manipuleren twee Sith-Lords de hele oorlog: Kanselier Palpatine (die heimelijk Darth Sidious is) van de Republiek neemt het namelijk op tegen zijn eigen Sith-Leerling, de Separatistische leider Graaf Dooku (die heimelijk Darth Tyranus is). De oorlog is bedoeld om de Jedi te verzwakken. Ook is de oorlog voor de Kanselier een excuus om meer macht te verwerven. Uiteindelijk is het de wraak van de Sith op de Jedi.

## Verloop
In Attack of the Clones wordt begonnen aan de oorlog. Er heerst onrust in de Galactische Republiek omdat veel stelsels zich willen afscheiden en zich willen aansluiten bij de Seperatisten onder leiding van Graaf Dooku. De Handelsfederatie (Trade Federation), Techno Union en de Corporative Alliance hebben hun Battle Droid-legers al klaar staan. Als Obi-Wan Kenobi op de planeet Kamino een geheim kloonleger ontdekt, trekt de Republiek ermee ten strijde tegen de separatisten. Jar Jar Binks dient een voorstel in de Galactische Senaat in om Kanselier Palpatine speciale noodbevoegdheden te geven zodat hij het leger kan gebruiken.
De Kloonoorlogen worden weldra een Galactische oorlog wanneer nog eens 10.000 stelsels zich bij de Separatisten aansluiten. Planetaire oorlogen en invasies worden uitgevochten. Een invasie van de Separatisten op de Republikeinse planeten lokt een gigantisch tegenoffensief uit van de Clones: het Buitenste Ring offensief waarbij onder andere Raxus Prime in Republikeinse handen valt. Ondanks zware verliezen aan beide kanten wordt het duidelijk dat de Separatisten de oorlogen aan het verliezen zijn.
Aan het begin van Revenge of the Sith zijn de Kloonoorlogen nog steeds aan de gang. Generaal Grievous en Graaf Dooku hebben Kanselier Palpatine van de Republiek gevangengenomen. Anakin Skywalker en Obi-Wan Kenobi weten de Kanselier te bevrijden en Skywalker weet Dooku te doden. Generaal Grievous ontsnapt echter en krijgt van Darth Sidious de tijdelijke leiding over de Confederatie van Onafhankelijke Systemen.
Ondertussen besluit de Jediraad de planeet Kashyyyk te helpen tegen een invasie van de separatisten. Meester Yoda gaat mee. Als ze de verblijfplaats van General Grievous te weten komen, sturen ze Obi-Wan Kenobi erop af. Als Grievous eindelijk verslagen is, is dat het einde van de Kloonoorlogen. Darth Sidious (Kanselier Palpatine) heeft op dit punt dankzij de oorlog echter een dusdanig sterke machtspositie verkregen, dat hij een staatsgreep kan plegen. Hij geeft direct nadat de oorlog ten einde is opdracht tot Bevel 66: de Clone Troopers doden hun eigen Jedi-generaals, omdat de Jedi 'een staatsgreep' hebben gepleegd 'en de Republiek in gevaar hebben gebracht.' Palpatine roept het Galactische Keizerrijk uit en benoemd zichzelf tot Keizer van deze Nieuwe Orde.
Darth Vader zorgt ervoor dat zijn nieuwe Meester geen droidlegers meer tegeover zich heeft door ze te deactiveren. De separatistenleiders worden door Vader gedood op de vulkanische planeet Mustafar. Nute Gunray is de laatste separatistenleider die door een blauw lichtzwaard wordt doorboord. Darth Vader staat ook achter de grote Jedi-Zuivering. Hij ziet er nog steeds zo uit als een Jedi, dus veel Jedi zijn verrast door zijn verraad. Vader leidt zijn leger Clone Troopers door de hele Jedi Tempel heen om dood en verderf te zaaien onder zijn voormalige vrienden. Zodoende was de hele Kloonoorlog door de Sith gemanipuleerd. Uit het karkas van de Oude Republiek ontstaat een Keizerrijk dat geleid wordt door de Sith Lords Darth Sidious en Darth Vader.